# 대한민국 형법 제173조의2
대한민국 형법 제173조의2는과실폭발성물건파열등에 대한 형법각칙의 조문이다.

## 조문
제173조의2(과실폭발성물건파열등) ① 과실로 제172조제1항, 제172조의2제1항, 제173조제1항과 제2항의 죄를 범한 자는 5년 이하의 금고 또는 1천500만원 이하의 벌금에 처한다.
②업무상과실 또는 중대한 과실로 제1항의 죄를 범한 자는 7년 이하의 금고 또는 2천만원 이하의 벌금에 처한다.
[본조신설 1995.12.29]

第164條(現住建造物등에의 放火) ① 불을 놓아 사람이 住居로 사용하거나 사람이 現存하는 建造物, 汽車, 電車, 自動車, 船舶, 航空機 또는 鑛坑을 燒毁한 者는 無期 또는 3年 이상의 懲役에 處한다.

②第1項의 罪를 犯하여 사람을 傷害에 이르게 한 때에는 無期 또는 5年 이상의 懲役에 處한다. 死亡에 이르게 한 때에는 死刑, 無期 또는 7年이상의 懲役에 處한다.

## 같이 보기
- 현주건조물방화치사죄
- 현주건조물방화죄
- 방화죄
- 대한민국 형법 제166조